# Kaposvári Rendőrkapitányság

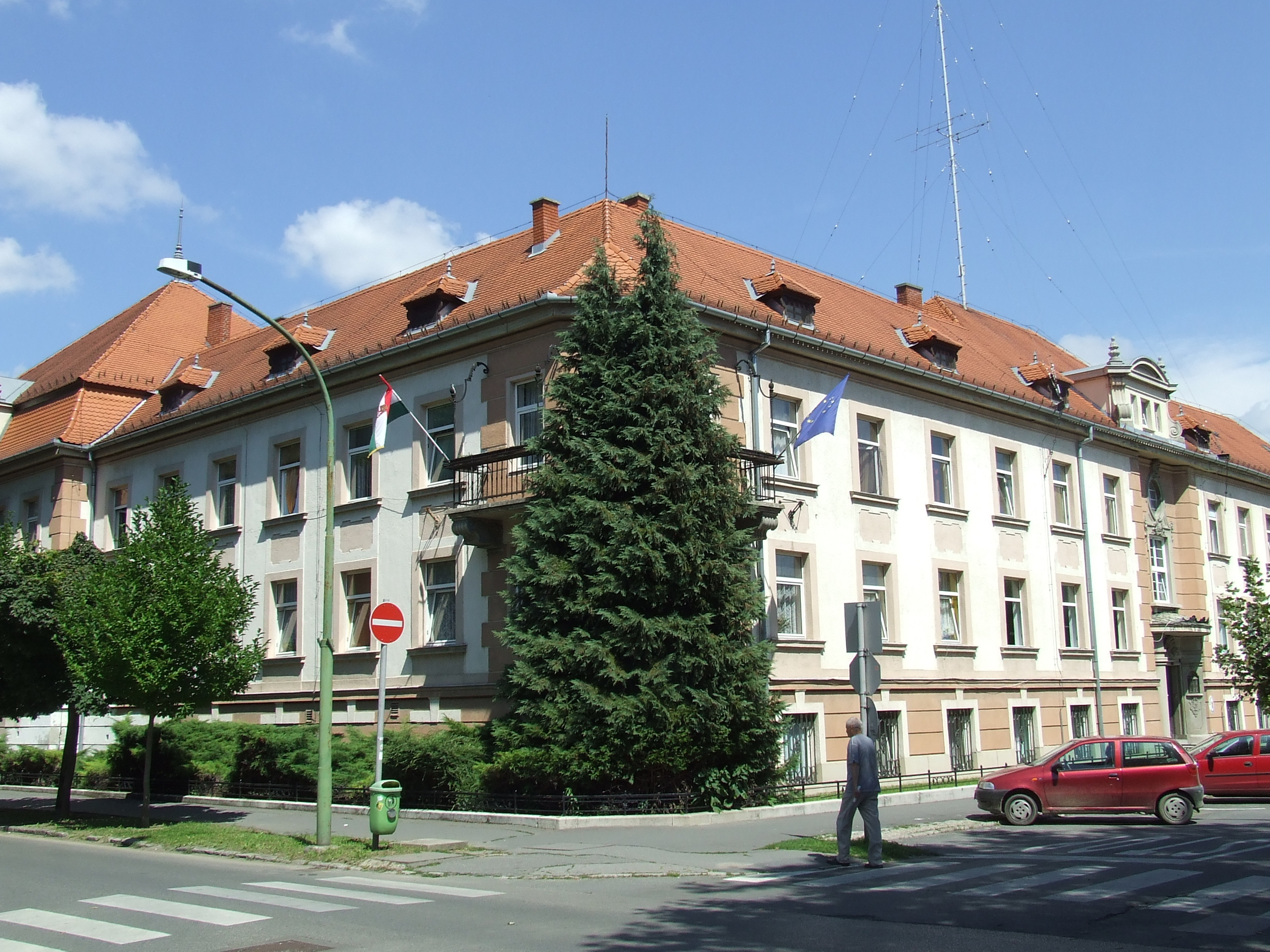
A kapitányság épülete

A Kaposvári Rendőrkapitányság a magyar rendőrség helyi szervezete, alegysége, mely a Somogy Vármegyei Rendőr-főkapitányság alá tartozik.

## Története
Kaposvári Csendőrség néven 1873-ban jött létre, mikor január 23-án I. Ferenc József a városnak rendezett tanácsú városi rangot adott. 
Alapításakor 10 fővel üzemelt a város rendvédelmét biztosítani hivatott szervezet. A városháza alagsorából többszöri költözést követően került jelenlegi helyére a Szent Imre utca 12. szám alá. A kapitányság története együtt alakult a város és a bűnözés történetével, itt használták először a tettesek kézrekerítése érdekében a daktiloszkópiai (ujj) nyomkutatást az országban.[forrás?] 2009-ben 250 hivatásos rendőr teljesít szolgálatot a Rendőrkapitányságon.
A kapitányságon jelenleg hat osztály (Bűnügyi, Vádelőkészítő, Igazgatásrendészeti, Közrendvédelmi, Közlekedésrendészeti, Hivatal) működik, mindegyik funkciójában elkülönülve a Kaposvári Rendőrkapitánynak önállóan alárendelve. A Közrendvédelmi Osztályon belül öt alosztály jogállású őrs (Kadarkúti, Igali, Nagybajomi, Taszári, Somogyjádi)]] működik.

## Fontosabb vezetők
- Peternel Péter r.alezredes, kapitányságvezető
- Gyanitsné Farkas Zsuzsanna r.alezredes vádelőkészítő osztály vezető
- Sipos Tamás r.alezredes igazgatásrendészeti osztályvezető
- Haris Gábor r.őrnagy kapitányságvezető-helyettes, közrendvédelmi osztályvezető
- Horváth Attila r.őrnagy hivatalvezető
- Perger Szabolcs r.alezredes bűnügyi osztályvezető
- Varga Zoltán r.alezredes közlekedésrendészeti osztályvezető

## Külső hivatkozások
- Honlapja